# USS Shenandoah (ZR-1)

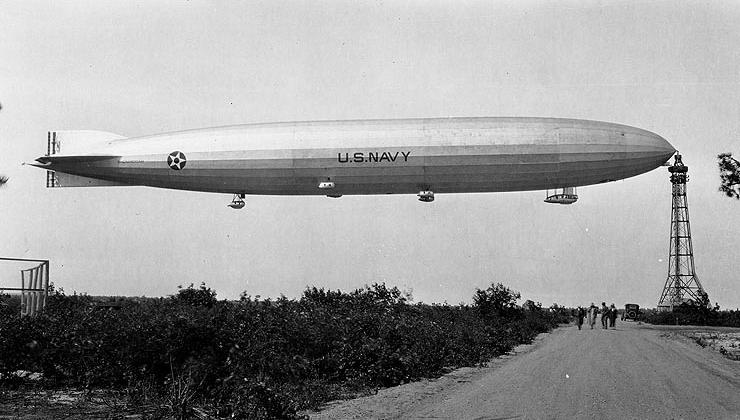
Am Ankermast in Lakehurst

ZR-1 „USS Shenandoah“ war das erste Starrluftschiff, das seinen Auftrieb durch Helium als Traggas erhielt. Gleichzeitig war es das erste von drei Starrluftschiffen, die im 20. Jahrhundert in den USA gebaut wurden. Es bestimmte die Luftschiffszene auf dem Marinefliegerstützpunkt Lakehurst von 1923 bis 1925. Als erstes amerikanisches Großluftschiff sollte es ursprünglich der Grundstein für eine amerikanische Luftschiffindustrie sein.
Der Begriff Shenandoah stammt aus der Algonkin-Sprache der Powhatan-Indianer und bedeutet Tochter der Sterne. Das Kürzel ZR stand bei der US Navy ab 1920 für lenkbare Starrluftschiffe. Am 3. September 1925 geriet das Luftschiff in schwere Turbulenzen und zerbrach. 14 Besatzungsmitglieder kamen beim Absturz um.

## Konstruktion und Bau
Die Konstruktion des Luftschiffes war an die der Zeppeline aus dem Ersten Weltkrieg angelehnt. Direktes Vorbild war insbesondere das deutsche Marineluftschiff LZ 96 „L 49“, das am 20. Oktober 1917 nach einem Einsatz über England auf französischem Gebiet zur Landung gezwungen wurde und den Alliierten fast unbeschädigt in die Hände fiel. ZR-1 wurde ohne deutsche Unterstützung von den Konstrukteuren Hunsacker und Weyenbacher entworfen.
ZR-1 wurde auf dem Marine-Stützpunkt Lakehurst, New Jersey, im Hangar No.1 gebaut. Auftraggeber war die US-Marine. Die Einzelteile wurden in der Marine-Flugzeugfabrik in Philadelphia gefertigt und mit der Eisenbahn und Lkw nach Lakehurst gebracht. Der erste Gerippering aus dem Mittelteil kam im späten April 1922 an, wurde zusammengesetzt und bereits am 24. April aufgerichtet und von unten abgestützt. Von dort aus wurde das Gerippe zügig in beide Richtungen vervollständigt. Im November war es bereits zu 75 Prozent fertiggestellt.
Die Stahlseile, welche die Geripperinge verspannten, teilten das Schiff in 20 je zehn Meter lange Sektionen auf, in denen die Gaszellen Platz fanden. Am 23. November 1922 wurde die erste Gaszelle eingesetzt und mit Luft aufgeblasen.

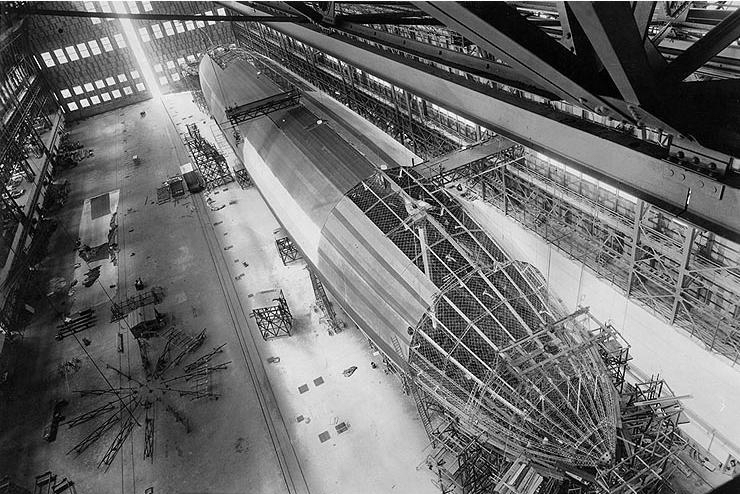
USS Shenandoah im Bau

Anfang Februar 1923 war das Gerippe nahezu fertig, und man begann, die Hülle aufzubringen, die aus hochwertigem Baumwollgewebe bestand. Die Stoffbahnen wurden dabei fest verschnürt und anschließend mit mehreren Lagen Lack beschichtet. Dabei schrumpfte das Material und wurde fest gegen das Gerippe gedrückt. Die Trennstellen wurden mit Dichtstreifen beklebt. So entstand eine glatte Außenhülle. Der letzte äußere Anstrich wurde mit Aluminiumpulver versetzt, um eine glatte, wetterfeste Oberfläche zu erhalten. Sie sollte das Sonnenlicht reflektieren, um das Aufheizen des Traggases einzuschränken.
Zu dieser Zeit begann man auch, das Schiff auszurüsten. Installationen wie Kabel, Leitungen, Armaturen, Ballastwasserbehälter usw. wurden entlang des Kiellaufganges eingebaut. Auch die Kommando- (oder Führer-) und die Motorengondeln wurden fertiggestellt und unter dem Rumpf befestigt. Die Kommandogondel wurde im Gegensatz zu den Kommandogondeln späterer Luftschiffe nicht direkt am Rumpf befestigt oder in den Rumpf integriert, sondern mit Trägern und Kabeln unter dem Rumpf aufgehängt. Die hintere Maschinengondel und die Kommandogondel wurden mit Handläufen für die Bodenmannschaften ausgestattet.
Die Motorenanordnung bestand aus einem Triebwerk hinter der Kommandogondel, zwei Triebwerken relativ dicht nebeneinander unter dem Rumpf, zwei weiteren Triebwerken – ebenfalls parallel angeordnet, jedoch etwas nach oben versetzt – unter dem Rumpf und einem Hecktriebwerk. Das Triebwerk, das sich direkt hinter der Kommandogondel in einer eigenen Gondel befand, wurde jedoch bei Reparaturarbeiten im Mai 1924 ausgebaut. Stattdessen wurde die Führergondel um eine Funkkabine verlängert. Über den Motorgondeln waren Ballastwassergewinnungsanlagen montiert. Ihr Luftwiderstand sorgte für eine merkliche Verringerung der Höchstgeschwindigkeit. Um die Heliumverluste gering zu halten, wurde die Anzahl der Überdruckventile auf 10 Stück begrenzt. Die 20 Gaszellen waren jedoch untereinander verbunden.
Im Juni 1923 fehlten nur noch die Motoren. Nach verschiedenen Versuchen im Hangar war das Schiff bereit für die Gasbefüllung.
Ursprünglich war das Luftschiff für Wasserstoff als Traggas konstruiert worden, jedoch traten 1921 nach dem Unfall des aus Italien angeschafften Luftschiffs Roma Zweifel auf, und das Bureau of Aeronautics (BuAer) empfahl die Füllung von ZR-1 mit dem Edelgas Helium, über das zu dieser Zeit nur die USA in nennenswerten Mengen verfügten, das aber im Vergleich zu Wasserstoff extrem teuer war. So kostete 1921 ein Kubikmeter Helium mehr als 4 Dollar, gegenüber 7 bis 10 Cent bei Wasserstoff. Insgesamt kostete eine einzige Füllung des Luftschiffs daher 240.000 Dollar, das entspricht etwa dem heutigen Gegenwert von 3,8 Millionen Dollar.

## Erprobung und Taufe

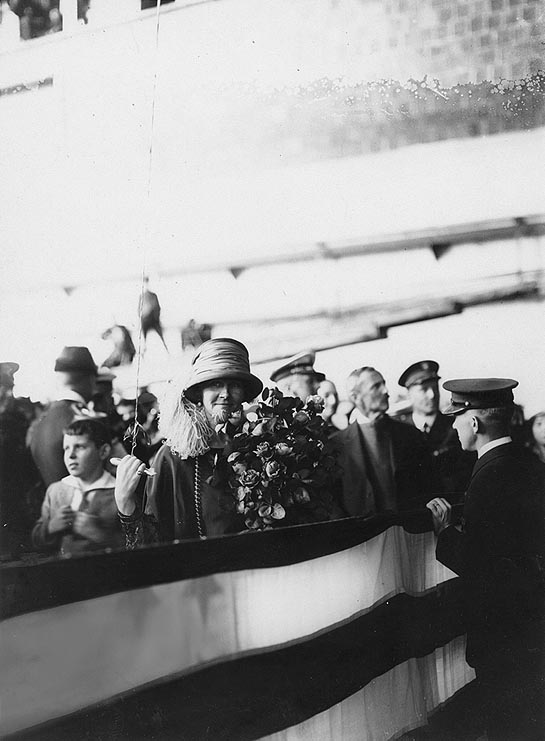
Mrs. Denby – die Taufpatin

Am 4. September 1923 wurde das Luftschiff zum ersten Mal aus der Halle gezogen. Für diese anspruchsvolle Aufgabe wurden Soldaten und auf dem Stützpunkt beschäftigte Zivilisten rekrutiert, insgesamt 420 Mann. Einige einfache mechanische Vorrichtungen unterstützten zwar die sich abmühende Bodenmannschaft, größere Verbesserungen sollten jedoch erst in den folgenden Jahren eingeführt werden. Der gesamte Vorgang wurde von etwa 15.000 Zuschauern, Würdenträgern und Journalisten beobachtet. Um 17:20 Uhr hob ZR-1 mit 29 Personen an Bord zu seiner Jungfernfahrt ab.
Es folgten weitere Erprobungsfahrten. Bei diesen ersten Fahrten war unter anderem der deutsche Luftschiffkapitän Heinen als Berater und der Konstrukteur Weyenbacher mit an Bord, sie durften auch bei späteren Fahrten als Mannschaftsmitglieder dabei sein. Dazu zählte beispielsweise eine Fahrt am 11. September nach Philadelphia und Washington und vom 2. bis 4. Oktober eine 35-Stunden-Fahrt über Pittsburgh, Columbus und Dayton nach St. Louis zu einer eineinhalbstündigen Landung bei den International Pulitzer Air Races, die Fahrt wurde dann über Peoria und Chicago fortgesetzt.
Am 10. Oktober 1923 wurde das Schiff an den Betreiber, die US-Marine, übergeben. An diesem Tag wurde ZR-1 offiziell auf den Namen „Shenandoah“ getauft. Taufpatin war Mrs. Denby, die Frau des Secretary of the Navy Edwin Denby. Neben weiteren Offiziellen war auch Admiral Moffett anwesend. Der Taufe folgte eine vierstündige Fahrt mit den Taufgästen und einigen Reportern. Zwei Tage später wurde das Luftschiff in die Liste der US-Marine-Schiffe eingetragen. Stützpunkt wurde Lakehurst.

## Betrieb

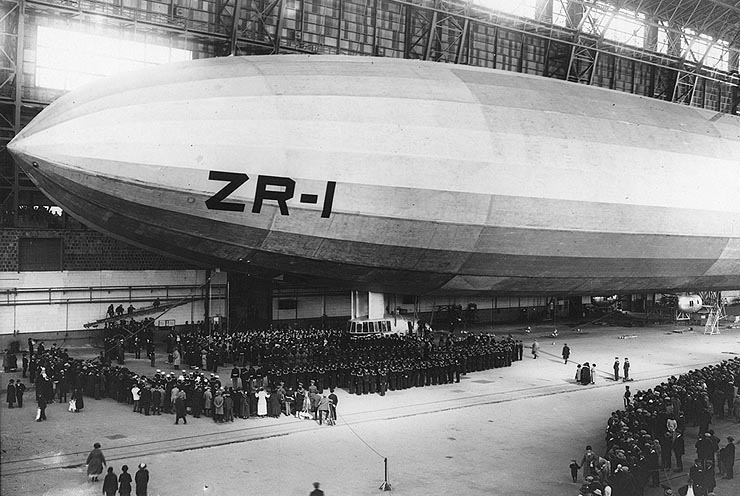
Die Taufe von ZR-1

In den Monaten nach der Taufe und den ersten Wochen des Jahres 1924 unternahm die USS Shenandoah mehrere Fahrten, unter anderem über den östlichen USA, um die Besatzung auszubilden und den US-Bürgern das erste eigene Starrluftschiff der Nation vorzustellen, so flog sie beispielsweise am 27. Oktober zum Anlass des Navy Day 16 Stunden lang über dem Virginia Valley. Am 20. November wurde eine Fahrt nach Boston in Neu England durchgeführt.
Am 5. und 16. November machte das Schiff nach mehreren vorangegangenen erfolglosen Versuchen zum ersten Mal am Ankermast in Lakehurst fest. Es wurde noch zweimal im Dezember und zweimal im Januar am Mast geankert, bis umfangreichere Versuche zum Mastgebrauch begannen. Es waren die ersten Erfahrungen der amerikanischen Luftschiffer mit dieser Technik. Dabei sollten die Bedingungen für eine Arktisfahrt eingeübt werden. Diese war von Admiral Moffett auf einer Pressekonferenz nach der Taufe angekündigt worden. Die New York Times hatte berichtet, dass das neue, damals noch unerprobte Luftschiff auf eine Reise über die Hauptstädte der USA und der restlichen Welt sowie zu beiden Polen geschickt werden würde. Diese Ankündigung war jedoch weit von der Realität entfernt. Die Besatzung bekam erst durch den Umgang mit dem Schiff Erfahrung in dessen Handhabung. Die US-Marine hatte zwar eine große Luftschiffbasis, aber 1924 tastete man sich noch immer an den Gebrauch von Ankermasten heran. Diese Versuche hatten mit Blick auf die Arktisfahrt begonnen, da Ankermasten dann die einzigen verfügbaren Basen für das Luftschiff sein würden. Die Planungen für die Polarfahrt wurden Mitte Februar von Präsident Coolidge unterbrochen. Trotzdem erwarteten Admiral Moffett und die Marineführung, getragen von der Luftschiff-Propaganda und der allgemeinen öffentlichen Begeisterung, immer noch zu viel innerhalb zu kurzer Zeit von „ihrem“ Großluftschiff.

### Sturmschäden am Ankermast

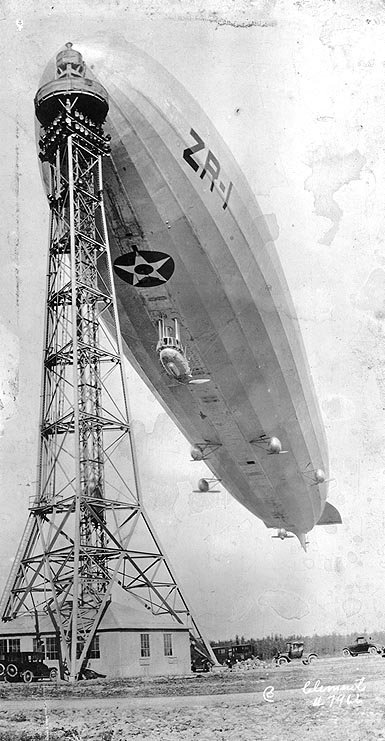
ZR-1 am Ankermast

Beginnend mit dem 12. Januar wurden alle weiteren Fahrten des Schiffes vom Ankermast aus durchgeführt. In der Absicht, das Schiffsverhalten am Ankermast auch bei schlechtem Wetter zu erproben, ließ Commander McCrary ZR-1 für eine Woche an den Mast legen, besetzt nur mit einer Rumpfmannschaft, um das Schiff sofort in die Luft zu bringen, falls es die Bedingungen erforderten.
Am 14. Januar gab das Wetterbüro eine Sturmwarnung für den 16. und 17. Januar heraus. Da das Verhalten des Schiffes bei Windgeschwindigkeiten bis zu etwa 95 km/h erprobt werden sollte, entschied man, es am Ankermast zu belassen. Die Böen erreichten abends Geschwindigkeiten von bis zu 100 km/h. Das Schiff rollte beständig am Mast hin und her. McCrary hatte das Schiff kurz verlassen, wurde jedoch zurückgerufen, da Kapitän Heinen, der sich ebenfalls an Bord befand, das Schiff vom Mast lösen und den Sturm in der Luft „abreiten“ wollte. Man hatte bereits die Motoren warmlaufen lassen. Um 18:44 traf eine Bö von 125 km/h das Schiff an Steuerbord, zerstörte die obere Leitwerksflosse und ließ das Schiff bedenklich rollen. Die Verdrehung des Schiffs führte zu einer Überbelastung der Struktur an der Nase. Sie brach und gab das Schiff frei, wobei die Nasenkappe am Ankermast zurückblieb. Durch die Beschädigung entleerten sich die beiden vorderen Gaszellen des Schiffs. Die 22-köpfige Besatzung reagierte sofort, 1900 kg (4200 pound) Wasserballast wurden umgehend abgeworfen, die Mannschaft zur Trimmung in das Heck geschickt. Den diensthabenden Maschinisten wurde das Anlassen der Motoren signalisiert, die zügig gestartet wurden und nach nur 4 Minuten wieder einen gewissen Grad an Kontrolle über das Schiff ermöglichten. Nachdem weiterer Ballast abgeworfen und das Schiff ausgetrimmt war, ließ man es vor dem Sturm fahren. Auch die Funkanlage war beschädigt worden. Erst um 21:00 Uhr, über zwei Stunden nach „Beginn“ der 20. Fahrt von ZR-1, konnte man sich beim Stützpunkt melden.
Der Wind flaute in den nächsten Stunden ab. Die Steuerung war durch die Beschädigungen am Leitwerk jedoch schwierig. Um 3:30 Uhr am nächsten Morgen wurde das Schiff wieder in Lakehurst von 400 Mann Bodenmannschaft in die Luftschiffhalle gebracht. Der schwerste Sturm seit 50 Jahren hatte auch an anderen Stellen im Land Schäden hinterlassen. Für die schnelle Reaktion der Mannschaft gab es viel Lob für alle Beteiligten und Bewunderung in der Öffentlichkeit, jedoch war man über den Vorfall auch verärgert. Die nachfolgende Untersuchung ergab keine gravierenden Fehlentscheidungen, jedoch löste Lieutenant Commander Zachary Lansdowne, einer der „besten“ Luftschiffverfechter der Marine, am 11. Februar 1924 McCrary als Kommandant ab. Die Verankerung am Mast wurde so umkonstruiert, dass sie das Schiff bei Überbelastung freigeben würde, um nicht noch einmal eine Beschädigung des Bugs zu riskieren. Trotz dieser Erfahrungen sollte ein Jahr später am 16. April 1925 das gleiche Missgeschick mit ähnlichem Verlauf auch dem englischen Starrluftschiff R33 widerfahren.

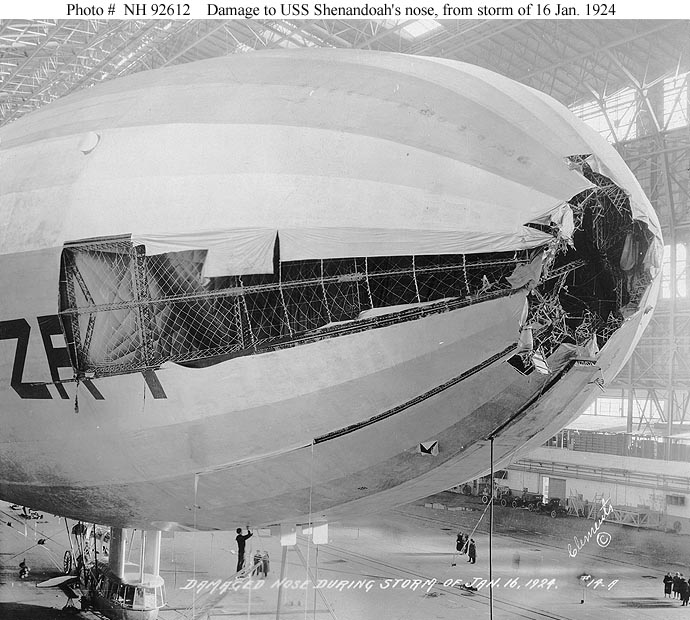
Der beschädigte Bug von ZR-1

### Nach der Reparatur
Die Reparaturen dauerten vier Monate und kosteten 78.000 Dollar, einschließlich einer Überholung. Unter anderem wurde der Motor hinter der Führergondel entfernt und nach den Funkproblemen eine eigene Funkkabine angebaut. Anschließend wurde die „Shenandoah“ im Mai 1924 wieder in den aktiven Dienst gestellt. Am 8. August führte das Luftschiff das erste von vielen Anlegemanövern an dem eigens hierfür umgebauten ursprünglichen Öltankschiff Patoka aus. Danach war sie an einem Manöver mit der Flotte beteiligt, das sie jedoch nach 40 Stunden wegen eines Motorschadens abbrechen musste.
Im Oktober 1924 unternahm ZR-1 eine Rundfahrt an der Westküste der USA. Diese „Transkontinentalfahrt“, die anstelle eines geplanten Manövers bei Hawaii unter dem Kommandanten Lansdowne durchgeführt wurde, sollte den Kritikern die Leistungsfähigkeit des Schiffs zeigen und es den Amerikanern präsentieren. Die 18½ Tage dauernde Fahrt begann am 7. Oktober und führte von Lakehurst über Washington und Atlanta nach Fort Worth (Dallas). Danach folgte das Schiff der Texas- und Pazifikeisenbahn zur Überwindung der Rocky Mountains. Dabei traten in den engen Pässen und Tälern bedingt durch schwierige Winde mehrfach kritische Situationen auf.
Bei der Ankunft auf der North Island Naval Air Station San Diego schlug, nicht zuletzt durch die ungeübte Landemannschaft, das Heck auf den Boden. Die anschließende Reparatur wurde in 45 Metern Höhe am Ankermast durchgeführt und nahm fünf Tage in Anspruch. Vom 16. bis 18. Oktober fuhr ZR-1 2200 km entlang der Westküste bis nach Camp Lewis bei Tacoma. Am folgenden Tag machte sie sich wieder entlang der Küste auf den Rückweg nach San Diego, wo sie am 21. Oktober eintraf.
Die Überwindung der Berge in Kalifornien und Arizona auf der Rückfahrt Richtung Lakehurst war erneut eine Herausforderung. Die erforderliche Höhe konnte zum Teil nur durch Abwerfen von Ballast, teils auch Kraftstoff erreicht werden. Von Fort Worth führte die Rückfahrt dann über Hot Springs/Arkansas, den Mississippi River, den Ohio River, Indiana, Ohio und Columbus mit Ostkurs Richtung Atlantik.
Nach der Rückkehr auf den Stützpunkt Lakehurst in der Nacht vom 25. Oktober wurde das Luftschiff vorübergehend außer Dienst gestellt, um das damals knappe Helium für das neu aus Deutschland eingetroffene Luftschiff ZR-3 „USS Los Angeles“ nutzen zu können, das nun in der Halle neben der „Shenandoah“ lag.
Erst im Juli 1925, als die „Los Angeles“ für eine Überholung in der Luftschiffhalle lag, wurde die „Shenandoah“ wieder in Betrieb genommen. ZR-3 musste dafür den Großteil seiner Heliumfüllung, die damals praktisch die gesamte Weltreserve darstellte, wieder zurückgeben. In diesem Sommer wurden Fahrten zur Überprüfung der Motoren und der Funktechnik sowie einige Übungen zur Erprobung verschiedener militärischer Taktiken mit der Flotte der US-Marine und anderen Teilen der Marine-Streitkräfte durchgeführt. Dies blieb auch die einzige wirkliche Verwendung des Luftschiffes.

## Das Ende
Die „Shenandoah“ verunglückte am 3. September 1925 in schweren Turbulenzen (andere Quellen sprechen von einem Sturm) über dem südlichen Ohio in der Nähe von Ava (Noble County). Diese Fahrt sollte die erste Etappe eines Werbeflugs in den Mittleren Westen der USA sein. Sie begann am 2. September und sollte anlässlich der Staatsfeiertage innerhalb von sechs Tagen über insgesamt 40 Städte führen, die ein Erscheinen des Luftschiffs zu diesem Anlass wünschten. Kommandant Lansdowne hatte im Vorfeld Bedenken über die bekannte instabile Wetterlage im Mittleren Westen geäußert.

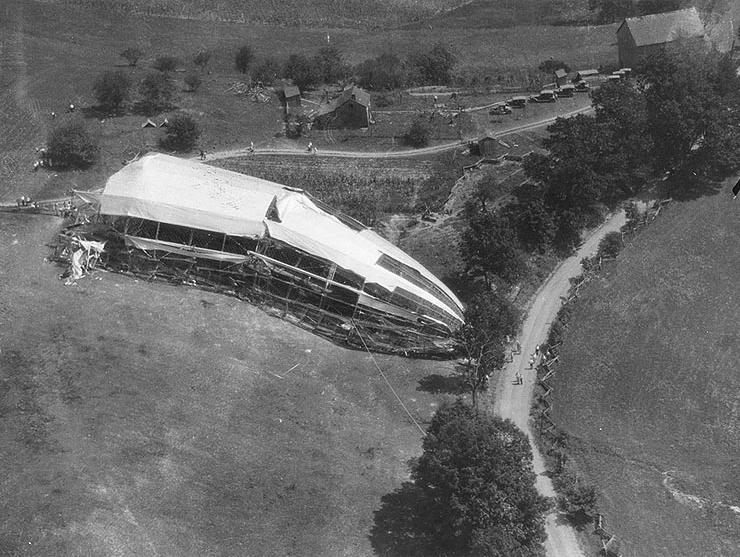
Bugsektion des Luftschiffwracks

Am Vormittag des folgenden Tags rissen vertikale Winde das Luftschiff mehrmals nach oben und unten, so dass die Mannschaft die Kontrolle über das Luftschiff verlor. Es stieg dabei innerhalb kürzester Zeit über seine Prallhöhe auf bis zu 1300 Meter auf. Danach sank es innerhalb von nur drei Minuten auf 200 Meter, um kurz danach wieder auf 1200 Meter zu steigen. Diese Belastungen waren zu hoch für das Schiff. Nachdem die mittleren Gaszellen beschädigt und leergelaufen waren und das Luftschiff von weiteren Böen erfasst worden war, zerbrach es in der Luft. Die Kommandogondel löste sich und stürzte in die Tiefe. In ihr starben acht Luftschiffer, darunter der Kommandant. Aus der Bruchstelle stürzten drei Besatzungsmitglieder in den Tod. Die Bugspitze schwebte wie ein Ballon davon und landete etwa 20 Kilometer südlich. In ihr hatten sieben Menschen überlebt, darunter auch Lieutenant Commander Charles E. Rosendahl. Das Heckteil zerbrach erneut. Dabei fielen zwei Motorgondeln ab, was drei weiteren Männern den Tod brachte. Die beiden verbliebenen Teile des Luftschiffkörpers landeten relativ sanft nur wenige hundert Meter von der Unfallstelle entfernt.
An der Absturzstelle () nahe der U.S. Route 21 (jetzt Interstate 77) wurde ein Denkmal für das Luftschiff und die 14 Toten der 43-köpfigen Besatzung errichtet.
Im Nachhinein wurde auch darauf hingewiesen, dass die Vorlage für die „Shenandoah“, der Kriegszeppelin LZ 96/L 49, nicht wie ursprünglich angenommen nur ein mittelgroßes Luftschiff war, sondern ein speziell auf Leichtbau getrimmter Höhenbomber. Das deutsche Vorbild sollte im Ersten Weltkrieg höher als alle Jagdflugzeuge der Alliierten fahren. Das Gerippe war daher nicht für die Belastungen, wie sie bei starkem Manövrieren auftreten, ausgelegt.
Die Erkenntnisse, die aus dem Bau und Betrieb von ZR-1 gewonnen wurden, flossen in die späteren Großluftschiffe der USA, die USS Akron und USS Macon ein. Dazu zählten:
- veränderte Proportionen des Rumpfs für mehr Stabilität
- eine aerodynamische Kommandogondel, die direkt am Schiff angebracht war
- Verlegung der Motoren ins Innere, um leichtere Zugänglichkeit sowie eine Verringerung des Luftwiderstands zu erreichen

Der Unfall zeigte auch, dass die Wettervorhersage verbessert werden musste.
Die USS Shenandoah hatte insgesamt 59 Fahrten durchgeführt und in 740 Stunden über 45.000 km (28.000 mi) zurückgelegt.

## Technische Daten
- Länge: 680 ft (ca. 210 m)
- Rumpfdurchmesser: 79 ft (24 m)
- Volumen: etwa 59.900 m³ (ca. 2.115.000 ft³)
- Gewicht: 38 t
- Nutzlast: 22 t
- Antrieb: sechs wassergekühlte Packard-Motoren mit je 220 kW (300 PS) (ein Motor wurde später ausgebaut)
- Geschwindigkeit: 60 kn (ca. 110 km/h)
- Reichweite: etwa 4455 km (2770 naut. Meilen)
- Besatzung: etwa 40 Mann (Offiziere und Mannschaften)
- Preis: 1,5 Mio. US-Dollar